# U-478 (tàu ngầm Đức)
U-478 là một tàu ngầm tấn công  Lớp Type VII thuộc phân lớp Type VIIC được Hải quân Đức Quốc Xã chế tạo trong Chiến tranh Thế giới thứ hai. Nhập biên chế năm 1943, nó chỉ thực hiện được một chuyến tuần tra duy nhất và không đánh chìm được mục tiêu nào, trước khi bị một thủy phi cơ PBY Catalina của Canada và một máy bay ném bom B-24 Liberator của Anh đánh chìm về phía Đông Bắc quần đảo Faroe vào ngày 30 tháng 6, 1944.

## Thiết kế và chế tạo

### Thiết kế

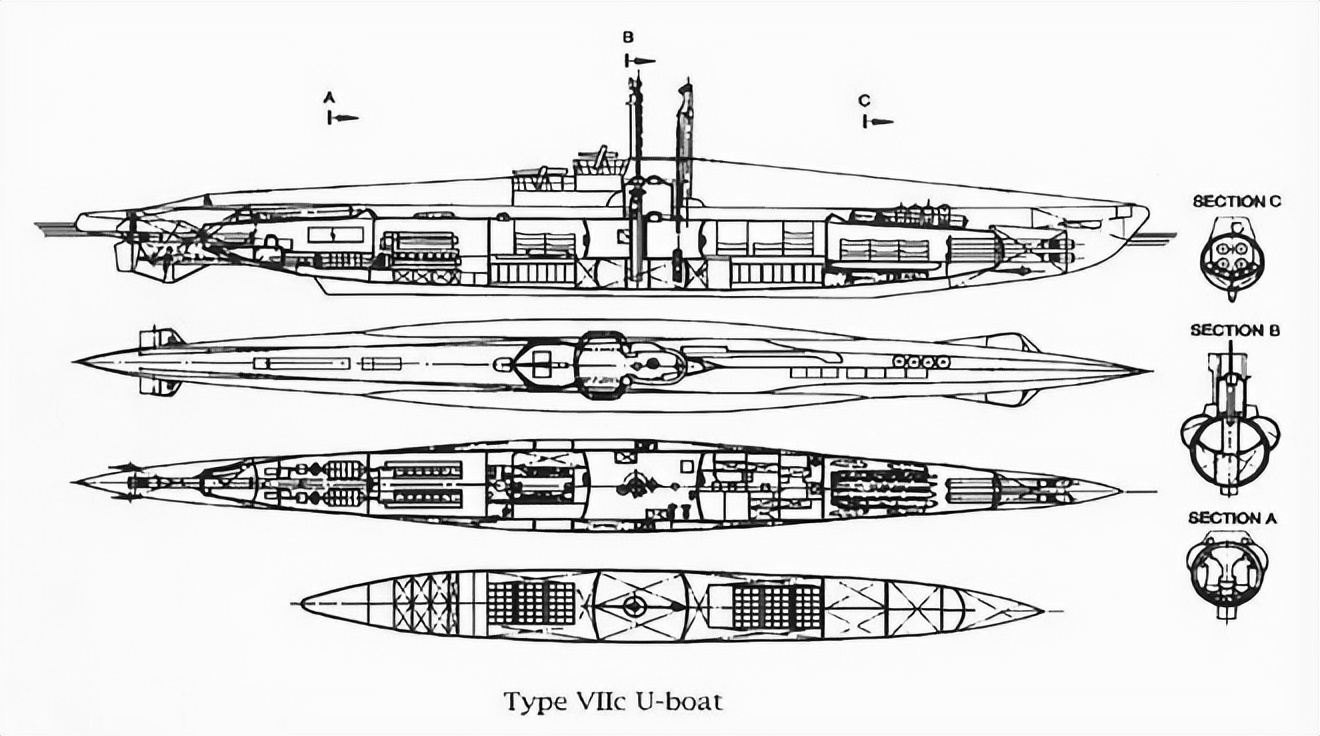
Sơ đồ các mặt cắt một tàu ngầm Type VIIC

Phân lớp VIIC của Tàu ngầm Type VII là một phiên bản VIIB được kéo dài thêm. Chúng có trọng lượng choán nước 769 t (757 tấn Anh) khi nổi và 871 t (857 tấn Anh) khi lặn). Con tàu có chiều dài chung 67,10 m (220 ft 2 in), lớp vỏ trong chịu áp lực dài 50,50 m (165 ft 8 in), mạn tàu rộng 6,20 m (20 ft 4 in), chiều cao 9,60 m (31 ft 6 in) và mớn nước 4,74 m (15 ft 7 in).
Chúng trang bị hai động cơ diesel Germaniawerft F46 siêu tăng áp 6-xy lanh 4 thì, tổng công suất 2.800–3.200 PS (2.100–2.400 kW; 2.800–3.200 bhp), dẫn động hai trục chân vịt đường kính 1,23 m (4,0 ft), cho phép đạt tốc độ tối đa 17,7 kn (32,8 km/h), và tầm hoạt động tối đa 8.500 nmi (15.700 km) khi đi tốc độ đường trường 10 kn (19 km/h). Khi đi ngầm dưới nước, chúng sử dụng hai động cơ/máy phát điện Garbe, Lahmeyer & Co. RP 137/c  tổng công suất 750 PS (550 kW; 740 shp). Tốc độ tối đa khi lặn là 7,6 kn (14,1 km/h), và tầm hoạt động 80 nmi (150 km) ở tốc độ 4 kn (7,4 km/h). Con tàu có khả năng lặn sâu đến 230 m (750 ft).
Vũ khí trang bị có năm ống phóng ngư lôi 53,3 cm (21 in), bao gồm bốn ống trước mũi và một ống phía đuôi, và mang theo tổng cộng 14 quả ngư lôi, hoặc tối đa 22 quả thủy lôi TMA, hoặc 33 quả TMB. Tàu ngầm Type VIIC bố trí một hải pháo 8,8 cm SK C/35 cùng một pháo phòng không 2 cm (0,79 in) trên boong tàu. Thủy thủ đoàn bao gồm 4 sĩ quan và 40-56 thủy thủ.

### Chế tạo
U-478 được đặt hàng vào ngày 10 tháng 4, 1941, và được đặt lườn tại xưởng tàu của hãng Deutsche Werke AG ở Kiel vào ngày 28 tháng 10, 1942. Nó được hạ thủy vào ngày 17 tháng 7, 1943, và nhập biên chế cùng Hải quân Đức Quốc Xã vào ngày 8 tháng 9, 1943 dưới quyền chỉ huy của Hạm trưởng, Trung úy Hải quân Rudolf Rademacher.

## Lịch sử hoạt động
Sau khi hoàn tất việc huấn luyện trong thành phần Chi hạm đội U-boat 5, U-478 được điều sang Chi hạm đội U-boat 3 từ ngày 1 tháng 6, 1944 để hoạt động trên tuyến đầu cho đến khi bị mất. U-478 được nâng cấp bổ sung ống hơi vào tháng 6, 1944 nhằm cải thiện tính năng lặn dưới nước.
Sau khi di chuyển từ cảng Kiel, Đức đến cảng Kristiansand, Na Uy trong tháng 6, 1944, U-478 xuất phát từ đây vào ngày 25 tháng 6 cho chuyến tuần tra duy nhất trong chiến tranh để hoạt động dọc bờ biển Na Uy và trong biển Na Uy. Tại đây vào ngày 30 tháng 6, nó bị một thủy phi cơ PBY Catalina thuộc Liên đội 162 Không quân Hoàng gia Canada phối hợp với một B-24 Liberator thuộc Liên đội 86 Không quân Hoàng gia Anh thả mìn sâu đánh chìm trong biển Na Uy về phía Đông Bắc quần đảo Faroe, tại tọa độ 63°27′B 00°50′T / 63,45°B 0,833°T. Toàn bộ 52 thành viên thủy thủ đoàn của U-478 đều đã tử trận.